# شرپنیس
شرپنیس (به هلندی: Scherpenisse) یک منطقهٔ مسکونی در هلند است که در تولن (هلند) واقع شده‌است. شرپنیس ۱۰٫۵۳ کیلومتر مربع مساحت و ۱٬۷۷۱ نفر جمعیت دارد.